# Liste des députés européens d'Autriche de la 8e législature

Cet article présente la liste des députés européens d'Autriche de la 8e législature (2014-2019).

## Députés européens
| Nom                                                                                             | Parti | Parti                                                  | Groupe parlementaire européen | Groupe parlementaire européen                          | Portrait |
| ----------------------------------------------------------------------------------------------- | ----- | ------------------------------------------------------ | ----------------------------- | ------------------------------------------------------ | -------- |
| Othmar Karas                                                                                    |       | Parti populaire autrichien (ÖVP)                       |                               | PPE                                                    |          |
| Elisabeth Köstinger (jusqu'au 8 novembre 2017) Lukas Mandl (à partir du 30 novembre 2017)       |       | Parti populaire autrichien (ÖVP)                       |                               | PPE                                                    |          |
| Paul Rübig                                                                                      |       | Parti populaire autrichien (ÖVP)                       |                               | PPE                                                    |          |
| Claudia Schmidt                                                                                 |       | Parti populaire autrichien (ÖVP)                       |                               | PPE                                                    |          |
| Heinz Becker                                                                                    |       | Parti populaire autrichien (ÖVP)                       |                               | PPE                                                    |          |
| Eugen Freund                                                                                    |       | Parti social-démocrate d'Autriche (SPÖ)                |                               | S&D                                                    |          |
| Evelyn Regner                                                                                   |       | Parti social-démocrate d'Autriche (SPÖ)                |                               | S&D                                                    |          |
| Jörg Leichtfried (jusqu'au 23 juin 2015) Karoline Graswander-Hainz (à partir du 9 juillet 2015) |       | Parti social-démocrate d'Autriche (SPÖ)                |                               | S&D                                                    |          |
| Karin Kadenbach                                                                                 |       | Parti social-démocrate d'Autriche (SPÖ)                |                               | S&D                                                    |          |
| Josef Weidenholzer                                                                              |       | Parti social-démocrate d'Autriche (SPÖ)                |                               | S&D                                                    |          |
| Ulrike Lunacek (jusqu'au 8 novembre 2017) Thomas Waitz (depuis le 10 novembre 2017)             |       | Les Verts (Grünen)                                     |                               | Verts/ALE                                              |          |
| Michel Reimon                                                                                   |       | Les Verts (Grünen)                                     |                               | Verts/ALE                                              |          |
| Monika Vana                                                                                     |       | Les Verts (Grünen)                                     |                               | Verts/ALE                                              |          |
| Harald Vilimsky                                                                                 |       | Parti de la liberté d'Autriche (FPÖ)                   |                               | NI (jusqu'au 14 juin 2015) ENL (après le 15 juin 2015) |          |
| Franz Obermayr                                                                                  |       | Parti de la liberté d'Autriche (FPÖ)                   |                               | NI (jusqu'au 14 juin 2015) ENL (après le 15 juin 2015) |          |
| Georg Mayer                                                                                     |       | Parti de la liberté d'Autriche (FPÖ)                   |                               | NI (jusqu'au 14 juin 2015) ENL (après le 15 juin 2015) |          |
| Barbara Kappel                                                                                  |       | Parti de la liberté d'Autriche (FPÖ)                   |                               | NI (jusqu'au 14 juin 2015) ENL (après le 15 juin 2015) |          |
| Angelika Mlinar                                                                                 |       | NEOS - La nouvelle Autriche et le Forum libéral (NEOS) |                               | ADLE                                                   |          |